# 福禅寺 (福山市)
福禅寺（ふくぜんじ）は、広島県福山市にある真言宗大覚寺派の仏教寺院。山号は海岸山、院号は千手院。境内は「朝鮮通信使遺跡鞆福禅寺境内」として国の史跡に指定されている。

## 沿革
創建は平安時代の950年頃、空也による創建と伝えられる。現在の本堂と隣接する客殿（対潮楼）は江戸時代の元禄年間（1690年頃）に建立された。
江戸時代を通じて朝鮮通信使のための迎賓館として使用され、日本の漢学者や書家らとの交流の場となった。
1711年（正徳元年）に従事官の李邦彦が客殿からの眺望を「日東第一形勝（日本一の景勝という意）」と賞賛し、1748年（延享5年）に正使の洪啓禧が客殿を「対潮楼」と名づけた。
この地の風景は対潮楼ができる以前からすでに朝鮮人に評価されており、1617年の従事官であった李景稜は「靹浦に到り、則ち最も明秀奇絶と為す」としている。他にも1655年の正使・趙珩による『扶桑日記』、同従事官・南龍翼による『扶桑録』、同訳官・金指南による『東槎日録』、1711年の通事・金顕門による『東槎録』、同従事官・李邦彦による『東槎日記』、1764年の正使・趙曮による『海槎日記』といった言及が現存している。1719年の製述官・申維翰が『海游録』にて言及するところ、「人みなここにいたると、第一の観なりと主張してゆずらない」というものであった。しかしながら1711年よりあと、いつしか寺も対潮楼も、無住ではないながらも荒廃してしまい、つぎの通信使が1748年にこの地を訪れたときには使館として別の施設が指定されていた。一行はこの有様に憤慨、新しい使館ではなく船中で一泊したのち、正使であった洪啓禧は無理をいって福禅寺までおもむき、福禅寺の僧侶を慰めるとともにかつての使館を対潮楼と名付けた。この銘は福禅寺行きに同行していたうちのひとり、洪啓禧の息子で軍官でもあった洪景海が書写し、僧侶に与えた。現存する扁額の文字はこれを写したものである。また、洪啓禧らが即興で作詩をし与えたものもいくつか残っている。つぎの通信使が1763年に訪れたときは修復が成っていたと、先述の『海槎日記』には感慨とともに記載されている。
いろは丸沈没事件の際、海援隊と紀州藩の交渉の場となった。

## 文化財
- 朝鮮通信使遺跡 鞆福禅寺境内（国の史跡[1]）
- 福禅寺対潮楼朝鮮通信使関係史料（福山市重要文化財[6][7]）
- 木造千手観音立像（福山市重要文化財[8]）
- 木造地蔵菩薩半跏像（福山市重要文化財[9]）
- 木造役行者像及び二鬼（前鬼・後鬼）像（福山市重要文化財[10]）

## 利用情報
- 開門時間 8:00 - 17:00
- 交通アクセス JR山陽本線および山陽新幹線 福山駅から鞆鉄バスで30分、「鞆の浦」下車 徒歩5分

## 所在地
- 〒720-0201 広島県福山市鞆町鞆2

## 周辺情報
- 鞆の浦
  - 沼名前神社
  - 安国寺
  - 太田家住宅・鞆七卿落遺跡
  - いろは丸展示館
  - 鞆の浦歴史民俗資料館
  - 法宣寺